# Nightfall (Peter Baumann)
Nightfall is een studioalbum van Peter Baumann.

## Inleiding
Alhoewel sommige recensenten wel iets zagen in een opvolger van Neuland met Paul Haslinger bleef dat uit. Baumann ging weer op eigen voet verder en nam er zoals gebruikelijk zijn tijd voor; hij deed er zes jaar over. De muziek verschilt maar weinig van Machines of desire en Neuland; het is filmische, donkere en spannende muziek, maar die spanning wordt maar deels ingelost. Wouter Bessels constateerde voor IO Pages dat de oude Baumann uit zijn tijd bij Tangerine Dream even bovenkomt drijven, maar mist dan toch de inbreng van Edgar Froese en Christopher Franke in diens muziek. Johan Giglot van Damusic was iets lovender over dit album, maar haalt Baumanns zakelijke leven als organisator van filosofische bijeenkomsten in San Francisco anno 2025 erbij.

## Musici
- Peter Baumann – synthesizers, elektronica

## Muziek
| Nr. | Titel                              | Duur |
| --- | ---------------------------------- | ---- |
| 1.  | No one knows                       | 5:34 |
| 2.  | Lost in a pale blue sky            | 5:50 |
| 3.  | On the long road                   | 5:54 |
| 4.  | A world apart                      | 5:50 |
| 5.  | From a far land                    | 5:50 |
| 6.  | Sailing past midnight              | 5:58 |
| 7.  | I’m sitting here, just for a while | 6:32 |
| 8.  | Nightfall                          | 6:24 |